# Sphenomorphus taylori
Sphenomorphus taylori este o specie de șopârle din genul Sphenomorphus, familia Scincidae, descrisă de Burt 1930. Conform Catalogue of Life specia Sphenomorphus taylori nu are subspecii cunoscute.